# Richard Wurmbrand
Richard Wurmbrand (24. března 1909, Bukurešť, Rumunsko – 17. února 2001, Glendale, USA) byl rumunský luteránský farář, spisovatel a teolog. Původem byl Žid, roku 1938 konvertoval ke křesťanství. Po převzetí vlády Rumunsku komunisty se stal kazatelem podzemní církve. Byl vězněn v letech 1948–1956 a 1959–1964, kdy byl kvůli mezinárodnímu politickému tlaku propuštěn a následně vykoupen křesťanskými organizacemi na Západ. Zaměřil se na publikování zpráv o perzekuci křesťanů v komunistických a později v jakýchkoli režimech; k tomuto účelu založil organizaci Hlas mučedníků.

## Životopis
Byl nejmladší ze čtyř synů židovské rodiny, žijící v hlavním městě Rumunska, Bukurešti. Brzy se projevil jeho talent na cizí jazyky, v mládí byl aktivní jako levicový politik a živil se jako burzovní makléř. Krátce po svatbě, v roce 1938, Richard a Sabina konvertovali ke křesťanství, hlavně pod vlivem prostého německého křesťana, tesaře Wölfkese.
Manželé Wurmbrandovi začali navštěvovat Anglickou misii mezi Židy v Bukurešti. Richard byl potom ordinován nejprve jako anglikánský, po skončení 2. světové války, jako luteránský pastor. Během 2. světové války nalezli Richard a Sabina příležitost pro zvěstování evangelia i mezi okupačními německými vojsky. Kázali v protileteckých krytech a zachraňovali židovské děti z ghet. Richard a Sabina byli za svou činnost opakovaně vězněni a biti, a nejméně jednou málem popraveni. Celá rodina Sabiny zahynula v koncentračních táborech…
V roce 1945 se moci chopila rumunská komunistická strana a milion „pozvaných“ sovětských vojáků se nahrnulo do země. Pastor Wurmbrand sloužil svým utištěným krajanům a neohroženě kázal i mezi sovětskými vojáky. Ve stejném roce se Richard a Sabina Wurmbrandovi zúčastnili shromáždění zástupců církví, které uspořádala rumunská komunistická vláda. Mnoho náboženských vůdců neváhalo, aby u řečnického pultu velebili komunizmus a přísahali věrnost novému režimu, ale Richard deklaroval 4 000 delegátům, jejichž projevy byly rozhlasem vysílány do celé země, že jejich povinností je oslavovat jen a jen samotného Boha a Krista. Během let 1945 až 1947 Richard distribuoval milion traktátů s evangeliem ruským vojákům, knih, které byly často maskovány jako komunistické letáky. Richard také tajně vyjížděl kázat evangelium do Ruska. 30. prosince 1947 byla vyhlášena Rumunská lidová republika (a začala uplatňovat represe vůči všem, kdo nesouhlasili s doktrínami komunistické strany – pozn. překladatele).
29. února 1948 tajná policie zatkla Richarda na jeho cestě do kostela a odvezla jej na své velitelství. Byl uzamčen na samotce a označen jako „Vězeň č. 1“. V roce 1950 byla uvězněna také jeho žena Sabina. Byla nucena pracovat jako dělnice na výstavbě Dunajského kanálu, přičemž musela zanechat 9letého syna Michala opuštěného a bez domova. Po jejím propuštění v roce 1953 ji rumunské úřady sdělily, že Richard zemřel ve vězení.
Jistý doktor, který předstíral, že je členem komunistické strany, objevil, že Richard je stále naživu ve vězení. Wurmbrand byl pak propuštěn při všeobecné amnestii v roce 1956, poté, co strávil za mřížemi 8 a půl roku. Byl varován, aby už nikdy nekázal. Ve vězení prošel strašlivým mučením rukama příslušníků brutální státní policie. Navzdory tomuto zacházení a varování, které dostal od svých mučitelů, zahájil po propuštění Richard okamžitě svou práci v podzemní církvi. Byl poté znovu zatčen po zradě spolupracovníka a odsouzen na 25 let. Byl obžalován za kázání myšlenek, jež protiřečily doktríně komunizmu. Díky zvyšujícímu se politickému tlaku ze západních zemí se dostal na svobodu v roce 1964. V prosinci 1965 zaplatila Norská misie mezi Židy a Hebrejsko-křesťanská aliance rumunské komunistické vládě 10 000 dolarů, aby umožnila Wurmbrandově rodině opustit Rumunsko. Richard se zdráhal opustit svou vlast, ale byl přesvědčen dalšími vůdci podzemní církve, aby odjel a stal se „hlasem“ podzemní církve ve svobodném světě. Richard, Sabina a jejich syn Michal tedy odjeli do Norska a odtud cestovali do Anglie.
Richard začal svou službu „být hlasem pronásledovaných křesťanů“ v Anglii spolu s kazatelem Stuartem Harrisem. Harris pomohl Wurmbrandovi napsat jeho svědectví o pronásledování „Mučen pro Krista“. Později se Richard přestěhoval do USA a v roce 1966 stanul v Senátu před jeho podkomisí pro vnitřní bezpečnost, kde se svlékl do pasu a odhalil osmnáct hlubokých jizev po mučení na svém těle. Jeho příběh se rychle šířil, společně s růstem příležitostí pro veřejné proslovy.

Svou službu pronásledované církvi, nazvanou „Ježíš pro komunistický svět“ Wurmbrand zahájil v roce 1967 (později se přejmenovala na „Hlas mučedníků“). Ve stejném roce poprvé vyšla jeho kniha Mučen pro Krista. V říjnu téhož roku bylo v USA vydáno první číslo bulletinu „Hlas mučedníků“. V polovině osmdesátých let byla již tato služba rozšířena do 80 utlačovaných národů a měla kanceláře ve třiceti zemích celého světa.
V roce 1990, po pádu Nicolae Ceausesca v prosinci 1989, se Richard a Sabina vrátili do Rumunska po 25 letech v exilu a byli srdečně přivítáni. V Bukurešti byly otevřeny tiskárna a knihkupectví a vedoucí představitelé města otevřeli sklad pod palácem Ceausesca, na stejném místě, kde byl Richard vězněn na samotce.

Richard ukončil každodenní práci v Hlasu mučedníků v roce 1992, ale pokračoval jako konzultant a člen sboru ředitelů, a udržoval živý zájem na práci až do své smrti. Během své služby napsal Richard 18 knih v angličtině a další v rumunštině, některé z nich byly přeloženy do 38 různých jazyků. Nejznámější z nich zůstává Mučen pro Krista. Obdržel také během svého života bezpočtu ocenění a uznání.

## Spisovatelská činnost
Richard Wurmbrand psal anglicky a rumunsky. V češtině vyšly jeho spisy:
- Mučen pro Krista
- V Božím podzemí
- Vítězná víra
- Kristus na židovské cestě
- Vězeňské zdi kdyby promluvily
- Od utrpení k triumfu
- Marx a Satan

## Citáty
| „                                     | Kdo poznal duchovní krásu podzemní církve, ten už nemůže být spokojen s prázdnotou některých západních sborů. Na západě jsem trpěl víc než v komunistickém vězení, protože jsem mohl na vlastní oči vidět umírání západní civilizace. | “ |
| — Richard Wurmbrand, Mučen pro Krista | |   |